# 小行星7145
小行星7145（7145 Linzexu）是由北京天文台施密特CCD小行星计划在1996年6月7日发现的主带小行星。
該小行星以中国清朝末年政治家，虎门销烟的钦差大臣林则徐命名。